# Voie E/17
La voie E/17 est un passage en impasse desservant des habitations dans le 17e arrondissement de Paris, en France.

## Origine du nom
C'est pour le moment une voie sans nom.

## Historique
La voie E/17 est un passage en impasse qui dessert des habitations et qui commence au 28 bis, rue Guersant,.